# Gorgeous George
Gorgeous George (ur. 24 marca 1915 w Seward jako George Raymond Wagner, zm. 26 grudnia 1963 w Los Angeles) – amerykański wrestler. Wpłynął na rozwój wrestlingu, popularyzując i rozwijając rolę gimmicków, heelów, menedżerów i ceremonialnych wejść na ring z muzyką w tle. Przyczynił się też do znaczącej popularyzacji wrestlingu w telewizji.

## Młodość i edukacja
George Raymond Wagner urodził się 24 marca 1915 w Seward w stanie Nebraska. Dorastał w Houston w Teksasie, gdzie uczęszczał do liceum Milby High School. Jak sam twierdził, w dzieciństwie lubił walczyć i celowo prowokował inne dzieci. Należał do grupy dzieci, która nazywała się gangiem Harrisburg Rats. Kilku członków gangu, Chester Hayes, Sterling „Dizzy” Davis oraz Jesse i Johnny James, zostali później zapaśnikami. Harrisburg Rats trenowali w YMCA. W wieku 17 lat Wagner zrezygnował z edukacji licealnej, aby zająć się zawodowo zapaśnictwem i występować na festynach oraz drobnych pokazach. Dorabiał także jako roznosiciel mleka. Po tym jak pokonał starszego od siebie mężczyznę na jednym z festynów, jego trener z YMCA, który był tego świadkiem, zachęcił go do rozpoczęcia kariery zawodowego wrestlera.

## Kariera wrestlerska
Wagner występował pod pseudonimem ringowym Barefoot Bohemian (pl. boso-stopy Czech) na Harrisburg Arena, Milby Arena i różnych mniejszych halach w Houston. W 1938 wygrał swoje pierwsze mistrzostwo. Pokonał Bucka Lipscomba w walce o Pacific Coast Middleweight Championship w Eugene w stanie Oregon. Barefoot Bohemian opracował gimmick nastawiony na denerwowanie publiczności. Miał getry, ozdobny kapelusz i laskę.

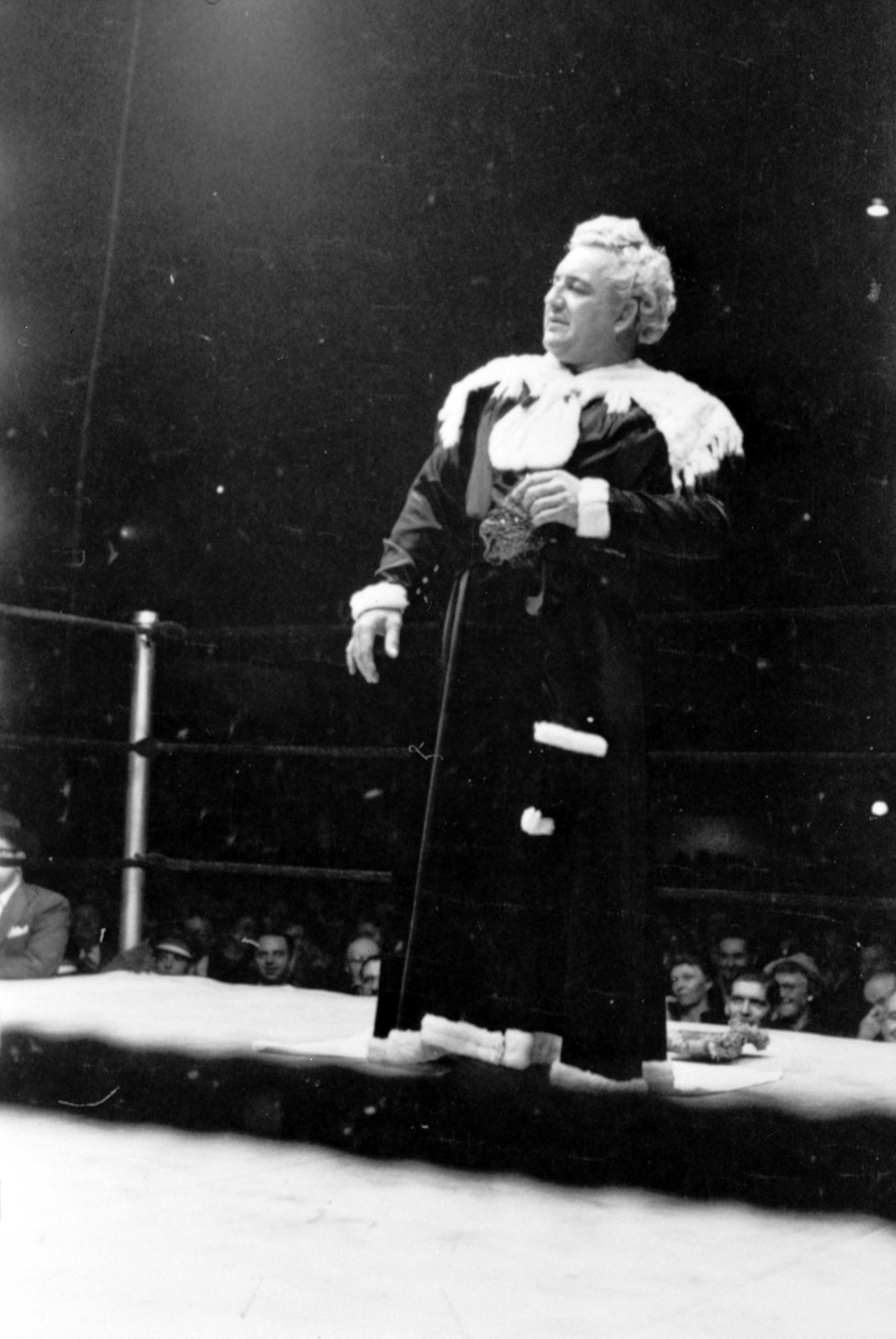
Gorgeous George w ringu

W 1939 poślubił Betty Hanson z Eugene, która pracowała jako kasjerka w kinie. Ślub odbył się w ringu w jej mieście rodzinnym. Widowni tak się spodobało widowisko, że para wystawiała swój ślub w ringu wielokrotnie na innych arenach. George Wagner uczynił Betty Wagner pierwszym valetem w wrestlingu. Towarzyszyła mu, gdy wchodził na ring i ostrożnie składała jego szaty przed walką. Wchodziła też w interakcje z publicznością, na przykład policzkując fanów, którzy buczeli z powodu jej męża.  
Dzięki swojej denerwującej narcystycznej osobowości odniósł sukces. Ludzie chętnie przychodzili na jego walki, aby zobaczyć jak przegrywa. Do lipca 1945 ulepszył swój gimmick. Przyjął pseudonim ringowy Gorgeous George (pl. Przepiękny George). Pseudonim ten przypadkowo wymyśliła jego teściowa, która tak nazwała Wagnera, gdy zobaczyła go w szacie zrobionej przez jego żonę Betty Wagner. Oprócz tego George.zapuścił loki, przefarbował je na kolor blond (do tej pory miał brązowe) i zaczął nosić w nich złote zapinki. Przed walkami wchodził na ring po czerwonym dywanie i przy dźwiękach kompozycji Pomp an Circumstance Edwarda Elgara. Konferansjer zapowiadał go jako ludzką orchideę, narodową sensację i toast wybrzeża. W swojej karierze George miał różnych valetów, męskich i żeńskich, którzy spryskiwali go oraz jego otoczenie perfumami, zwanymi atomizer. Wykazywał opory przed dotykaniem i byciem dotykanym. W czasie walki ciągnął przeciwników za włosy i drapał im oczy, gdy sędzia nie patrzył. Ludzi na widowni nazywał wieśniakami. Jego finisherem był flying side headlock (headlock i rzucenie przeciwnika na matę) George był tak skutecznym heelem, że wielu fanów atakowało go fizycznie. Pracował dla promotorów wrestlingu w całym kraju. Jego walki były emitowane w telewizji w 50 różnych miastach. Według The Independent George zarabiał około 100 tysięcy dolarów amerykańskich miesięcznie.
W 1959 przegrał walkę przeciwko mistrzowi NWA Billy Watson i zgodnie z postanowieniem zakładu George’owi zgolono włosy. George ponownie przegrał włosy w 1962, przegrywając walkę przeciwko zamaskowanemu wrestlerowi The Destroyerowi. Gdyby George wygrał, Destroyer musiałby zdjąć maskę. Zawodnicy stoczyli ze sobą walkę rewanżową. Tym razem, zgodnie z zakładem, po przegranej George’a zgolono włosy jego valetowi i drugiej żonie, Cherie Dupré. Próbowała uciec, ale została zatrzymana przez siedmiu mężczyzn.

## Życie prywatne

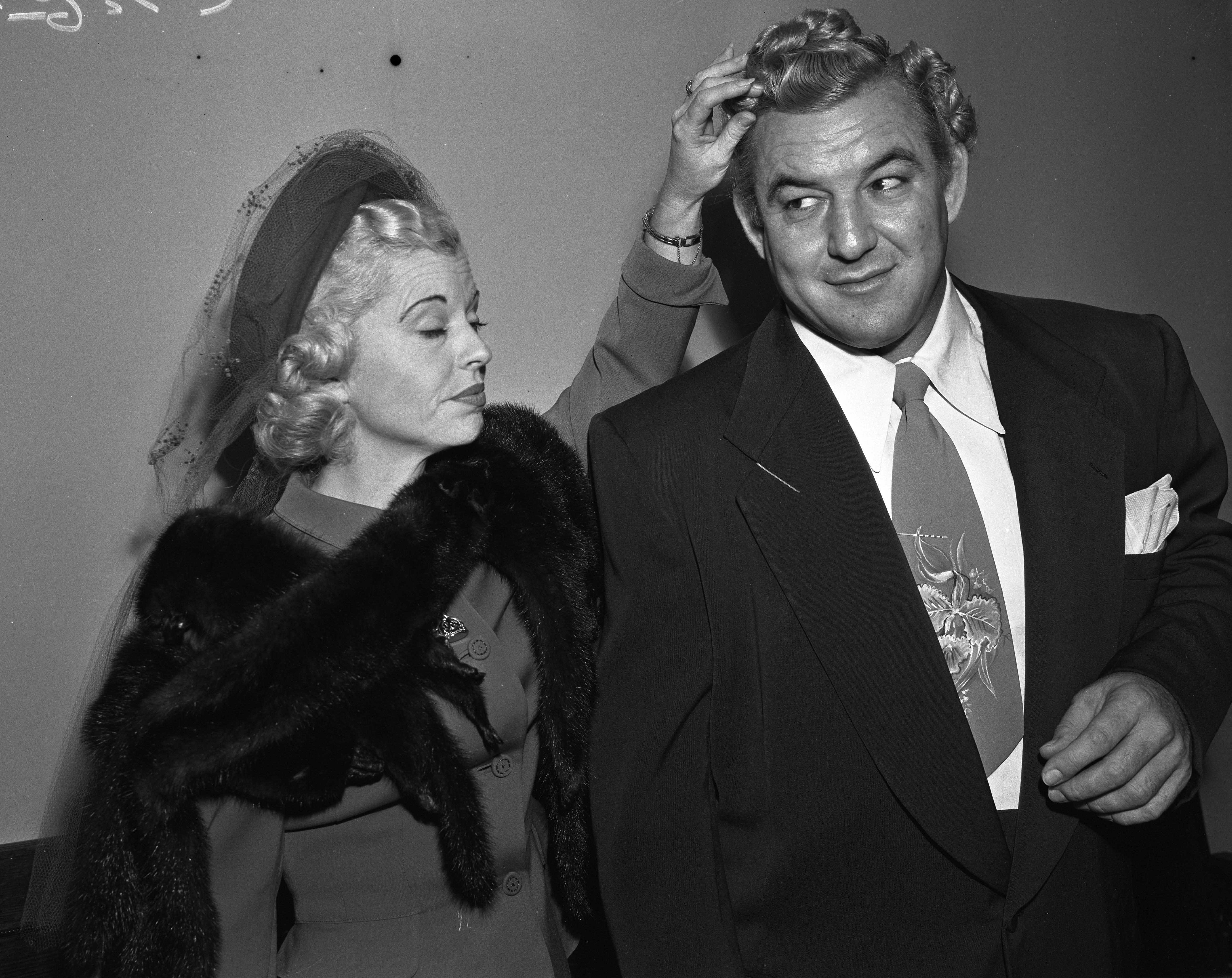
Gorgeous George z żoną Betty George

w 1950 zmienił swoje imię George Raymond Wagner na swój pseudonim ringowy Gorgeous George.
Dzięki swojej karierze wrestlerskiej wzbogacił się i kupił ranczo indyków oraz otworzył bar o nazwie Gorgeous George’s Ringside Bar.
W 1939 poślubił kasjerkę kinową Betty Hanson z Eugene, która została jego managerem w wrestlingu. Para rozwiodła się w 1952. Potem George związał się z piosenkarką i tancerką rewiową z Las Vegas, Cherie Dupré, która została także jego nowym valetem. Pod koniec życia popadł w alkoholizm i zbankrutował. W kwietniu 1962 jego druga żona wniosła o rozwód, oskarżając George’a o stanie się porywczym i grożenie jej zabójstwem. Pod koniec życia jego partnerką była striptizerka.

## Śmierć i upamiętnienie
24 grudnia 1963 w swoim apartamencie hotelowym w Los Angeles doznał zawału mięśnia sercowego. Umarł 26 grudnia. Rada miasta Los Angeles uchwaliła ustawę ku jego pamięci. Na jego pogrzebie wrestlerzy Baron Michel Leone i Jules Strongbow służyli jako karawaniarze, a konferansjer Jimmy Lennon odśpiewał pieśń ku czci zmarłego. Jego trumnę zdobiły orchidee - ulubione kwiaty George’a, które składały się też na jego gimmick. Został pochowany na cmentarzu Valhalla Memorial Park Cemetery w North Hollywood w Los Angeles.
W 1996 został dołączony do galerii sławy Wrestling Observer Newsletter Hall of Fame. W 2010 jego była żona Betty George reprezentowała go na ceremonii dołączenia do WWE Hall of Fame.

## Dziedzictwo

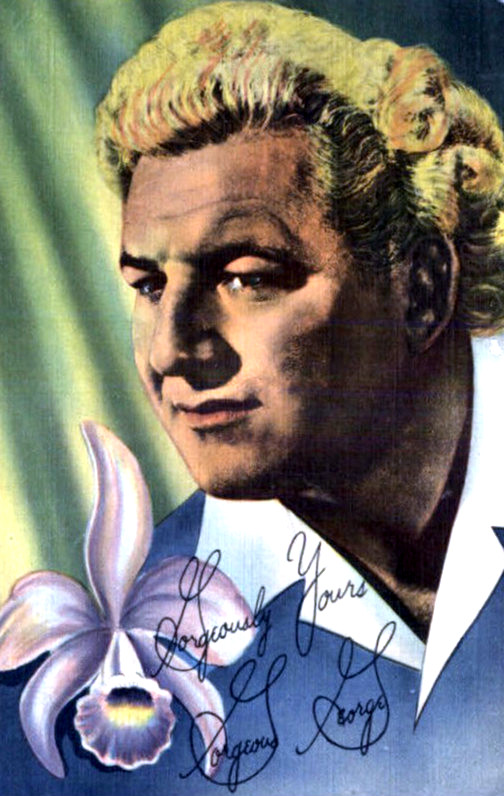
Pocztówka z wizerunkiem Gorgeous George’a i jego autografem

Gorgeous George uważany jest za człowieka, który radykalnie zmienił podejście wrestlerów i promotorów wrestlingu wobec gimmicków w latach 40. i 50. XX wieku. Jego gimmick był bardziej barwny i showmański od innych, dotąd znanych. Gorgeous George był pierwszym wrestlerem, któremu przy wejściu na ring towarzyszyła muzyka. Spopularyzował też funkcję menedżera (osoby towarzyszącej wrestlerowi, niebiorącej udziału w pojedynkach). Jego wejścia na ring przypominały ceremonie. Był narcyzem z obsesją na punkcie swoich włosów. Za zadanie postawił sobie wzbudzanie niechęci widowni, aby jego przegrana była w oczach publiczności bardziej satysfakcjonująca. Często też oszukiwał i kłócił się z sędzią. Od tej pory barwne gimmicki, narcystyczni heelowie wzbudzający niechęć publiczności, menedżerowie i ceremonialne wejścia na ring z muzyką w tle stały się powszechne w wrestlingu.
Przypisuje mu się zasługi za rozpoczęcie emisji wrestlingu w telewizji. Jego walki były oglądane w 50 różnych miastach.
Bezpośrednio jego gimmick zainspirował takich wrestlerów jak Buddy Rogers, Superstar Billy Graham, Jesse Ventura, Ric Flair i Adrian Adonis. Randy Savage nazwał jedną ze swoich valetów Gorgeous George i również używał utworu Pomp an Circumstance Edwarda Elgara jako swojej muzyki na wejście. Wyraził jednak wolę, aby ten utwór nie był grany na jego pogrzebie, ponieważ czuł się winny umniejszeniu popularności Gorgeous George’a. Również bokser Muhammad Ali wskazywał George’a jako osobę, którą się inspirował, aby zyskać większy rozgłos medialny

## Mistrzostwa i osiągnięcia
- American Wrestling Association
  - AWA World Heavyweight Championship (1 raz)
- Georgia Championship Wrestling
  - NWA Georgia Southern Heavyweight Championship (1 raz)
- Gulf Coast Championship Wrestling
  - NWA Gulf Coast Heavyweight Championship (1 raz)
- Pacific Northwest Wrestling
  - Pacific Coast Light Heavyweight Championship (4 razy)
- Western States Sports
  - Rocky Mountain Heavyweight Championship (1 raz)
- World Wrestling Entertainment
  - WWE Hall of Fame (2010)[1]
- Professional Wrestling Hall of Fame and Museum
  - Wprowadzony w 2002[13]
- Wrestling Observer Newsletter
  - Wrestling Observer Newsletter Hall of Fame (1996)[1]